# 宋邺
宋邺，五代十国马楚辰州起事首领，辰州（今湖南沅陵县）人。
后梁开平四年（910年）十二月，因不堪楚国马殷所辖官吏侵扰，宋邺与靖州（今湖南靖州苗族侗族自治县）、溆州（今湖南洪江市西南）等地蛮族首领潘金盛、昌师益等率众起事。攻打湘乡和武岗等地。凭借险阻，抗击楚王马殷的官兵，使官军受阻不能进。楚王派吕师周攀藤缘崖破山寨，进入飞山洞，潘金盛战死。乾化二年（912年），率众降楚，授为辰州刺史。